# Уабаника (тауншип, Миннесота)
Уабаника (англ. Wabanica) — тауншип в округе Лейк-оф-Вудс, Миннесота, США. На 2000 год его население составило 291 человек.

## География
По данным Бюро переписи населения США площадь тауншипа составляет 93,4 км², из которых 92,9 км² занимает суша, а 0,5 км² — вода (0,58 %).

## Демография
По данным переписи населения 2000 года здесь находились 291 человек, 116 домохозяйств и 90 семей. Плотность населения — 3,1 чел./км². На территории тауншипа расположена 171 постройка со средней плотностью 1,8 построек на один квадратный километр. Расовый состав населения: 100,00 % белых. Испанцы или латиноамериканцы любой расы составляли 1,03 % от популяции тауншипа.
Из 116 домохозяйств в 34,5 % воспитывались дети до 18 лет, в 69,8 % проживали супружеские пары, в 1,7 % проживали незамужние женщины и в 22,4 % домохозяйств проживали несемейные люди. 18,1 % домохозяйств состояли из одного человека, при том 7,8 % из — одиноких пожилых людей старше 65 лет. Средний размер домохозяйства — 2,51, а семьи — 2,87 человека.
24,4 % населения — младше 18 лет, 4,5 % — в возрасте от 18 до 24 лет, 26,1 % — от 25 до 44, 24,4 % — от 45 до 64, и 20,6 % — старше 65 лет. Средний возраст — 43 года. На каждые 100 женщин приходилось 109,4 мужчин. На каждые 100 женщин старше 18 приходилось 107,5 мужчин.
Средний годовой доход домохозяйства составлял 29 318 долларов, а средний годовой доход семьи — 27 426 долларов. Средний доход мужчин — 18 875 долларов, в то время как у женщин — 18 958. Доход на душу населения составил 12 429 долларов. За чертой бедности находились 8,7 % семей и 8,0 % всего населения тауншипа, из которых 7,1 % младше 18 лет.